# Ängstaggfoting
Ängstaggfoting (Zora spinimana) är en spindelart som först beskrevs av Carl Jakob Sundevall 1833.  Ängstaggfoting ingår i släktet Zora och familjen taggfotsspindlar. Arten är reproducerande i Sverige. Inga underarter finns listade i Catalogue of Life.